# Lyckebär
Lyckebär är ett varumärke för godis som tillverkas av Cloetta Fazer. 
Till formen är den snarlik geléhallon, men basen är av fruktskum och toppen av gelé med fruktskum. Den är sockrad. Gelébiten har olika färger för olika smaker; röd för hallon, gul för citrus och grön för äpple/päron. 
När Lyckebär introducerades i slutet av 1980-talet blev det en stor succé[källa behövs], försäljningen har sedan dess avtagit. Lyckebär säljs numera enbart i lösvikt.